# 波图努斯神庙
波图努斯神庙（義大利語：Tempio di Portuno）是意大利罗马的一座古代建筑，该市供奉波图努斯的主要神庙。兴建于公元前75年，是一座长方形建筑，带有门廊，两侧有附墙柱，座落在高台上，使用爱奥尼亚柱式。波图努斯神庙位于台伯河的一个急弯处，是古代的屠牛广场（Forum Boarium），俯瞰着从奥斯蒂亚进入港口的船只。
神庙在872年改为教堂，供奉埃及圣母（Santa Maria Egyziaca）。自16世纪，其爱奥尼亚柱式上添加绘画和雕刻，已经失去古罗马原貌。 
屠牛广场东南侧是圆形的胜利者海克力斯神庙。